# Peso guatemalteco
El peso fue la moneda de curso legal de Guatemala, entró en vigencia durante 1859 y fue retirada de la circulación durante el año 1925.

## Historia
El peso reemplazó a la moneda de la República Federal de Centroamérica, el real, a una tasa de 1 peso = 8 reales. En 1869, se trató de decimalizar la moneda guatemalteca quedando 100 centavos = 1 peso, aun así se continuaron produciendo hasta 1912 monedas y billetes en reales, cuando Guatemala decimalizó su moneda definitivamente. En 1870, el peso estaba vinculado con el franco francés a una tasa de cambio fija de 1 peso = 5 francos. Sin embargo, la paridad fue suspendida en 1895 y el valor del peso cayó considerablemente. El peso guatemalteco fue reemplazado por el quetzal en 1925.

## Billetes
Se han emitido billetes con valores nominales de 1, 5, 20, 50, 100 y 200 quetzales. Para más detalles puede consultarse la siguiente página web con imágenes del papel moneda emitido en Guatemala: Billetes Guatemaltecos.

## Monedas
Las monedas de plata fueron emitidas inicialmente en denominaciones de ¼, ½, 1, 2, 4 reales y 1 peso, mientras que las monedas de oro fueron emitidas en denominaciones de 4 reales, 1, 2, 4, 8 y 16 pesos. Con la introducción del centavo en 1869 llegaron a acuñarse denominaciones de 1, 25, 50 centavos, 5, 10 y 20 pesos. Monedas de 5 y 10 centavos se agregaron en 1881.
Tras la suspensión de la paridad del peso con el franco francés, la emisión de monedas de plata cesó en 1900 cayendo el valor de las monedas. Entre 1915 y 1923, se emitieron monedas provisionales, en denominaciones de 12½ y 25 centavos en 1915, y 50 centavos en 1922, y 1 y 5 pesos en 1923.